# Greville Harbour
Greville Harbour (Maori Wharariki) ist ein Naturhafen auf der Insel Rangitoto ki te Tonga/D’Urville Island im Norden der Südinsel von Neuseeland. Die Insel zählt administrativ zum Marlborough District.

## Geographie
Der Greville Harbour befindet sich an der Westseite der Insel Rangitoto ki te Tonga/D’Urville Island, am nordwestlichen Ende der Marlborough Sounds, rund 52 km nordnordwestlich von Picton und rund 66 km nordöstlich von Nelson. Der Naturhafen teilt sich in einen äußeren und einen inneren Bereich, geteilt durch eine Untiefe, die Boulders Spit genannt wird und rund 3,6 km südsüdöstlich des Hafeneingangs liegt. Der Hafeneingang bietet mit einer Breite von 1,98 km den Zugang zur Tasmansee. Nach nur 1,6 km östlich von Boulders Spit fängt das Gewässer an, sich in vier Meeresarme aufzuteilen, den Smylies Arm, den Punt Arm, die Wharairiki Bay und den Mill Arm, der mit rund 3 km den längsten dieser vier Arme darstellt. Die gesamte Küstenlinie des Greville Harbour erstreckt sich über rund 34 km Länge.
Die den Naturhafen umgebenden Berge erheben sich mit dem Takapōtaka / Attempt Hill auf bis zu 729 m Höhe.

## Tsunami-Erzählung
Es gibt in den überlieferten Geschichten der Māori ein Ereignis, bei dem eine Tsunami, die von den Einheimischen als Tapu-arero-utuutu bezeichnet wurde, nahezu alle an den Ufern des Greville Harbours lebenden Einwohner getötet und im Sand der Dünen vergraben haben soll. In einer der Erzählung wird der Taniwha (Fabelwesen) Te Ngarara-huarau für deren Tod verantwortlich gemacht.